# Sally Epstein

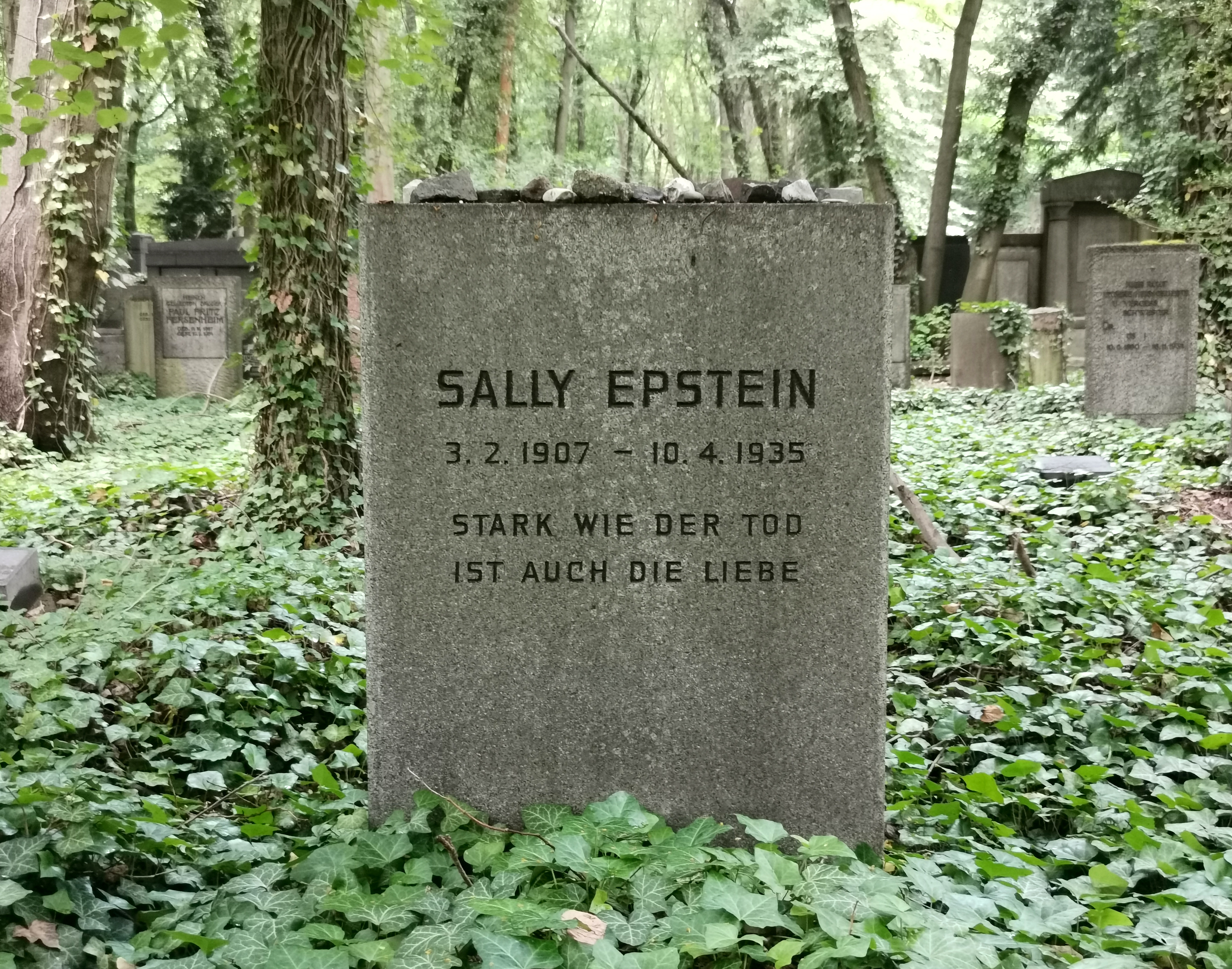
Grab auf dem Jüdischen Friedhof Berlin-Weißensee, Feld H 3

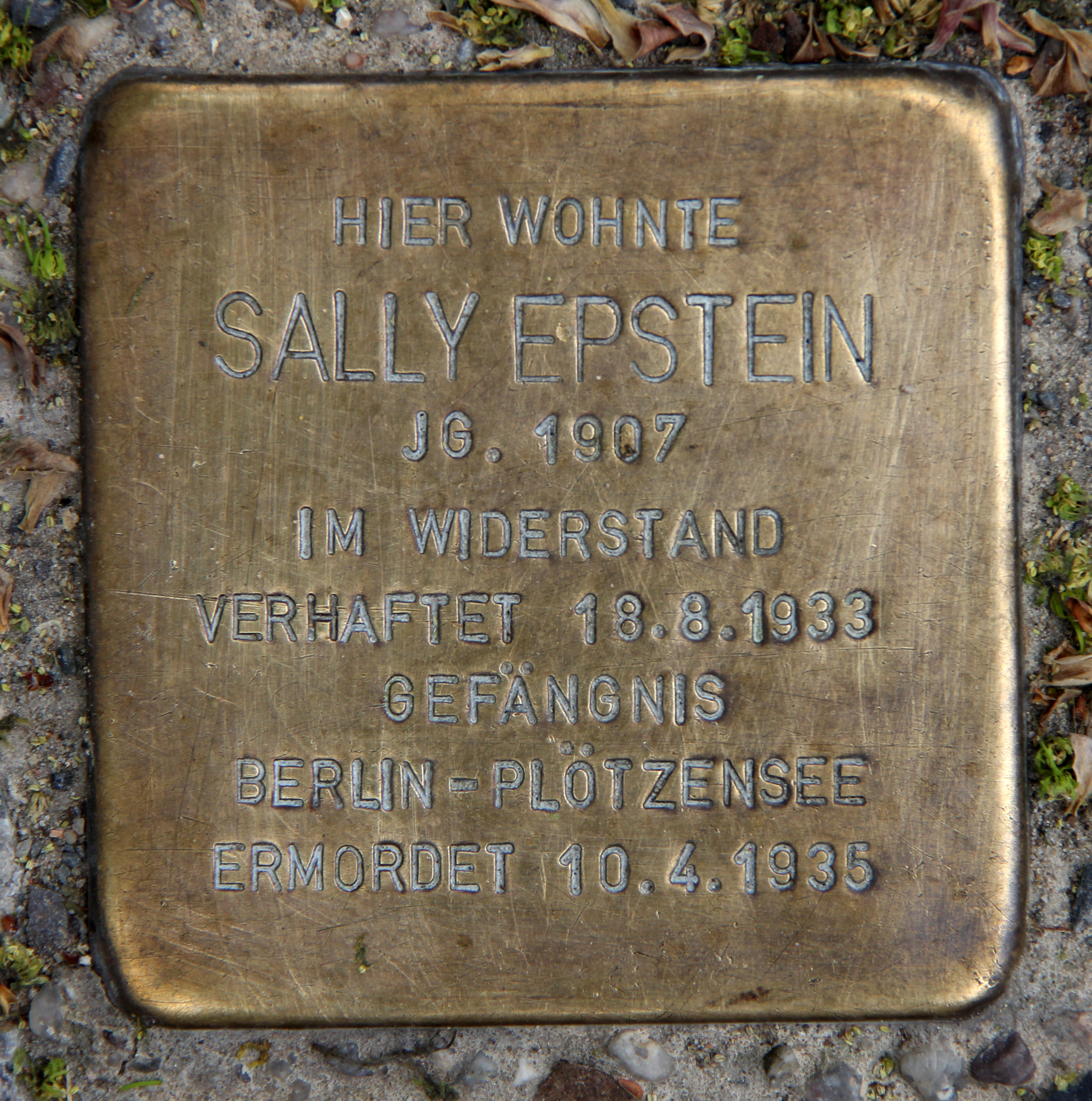
Stolperstein, Max-Beer-Straße 45, in Berlin-Mitte

Sally Epstein (* 3. Februar 1907 in Jastrow/Westpreußen; † 10. April 1935 in der Justizvollzugsanstalt Plötzensee, Berlin-Plötzensee) war ein jüdischer Malergehilfe. Seine Verurteilung im Zusammenhang mit dem Tod von Horst Wessel wurde 2009 aufgehoben.

## Leben
Sally Epstein war ein Sohn des Tabakarbeiters Jakob Epstein und dessen Frau Jenny (geborene Katzenstein). Von seiner gesamten, vielzähligen jüdischen Verwandtschaft konnte der Historiker Daniel Siemens keine Überlebenden des Holocaust ausfindig machen. Seine Eltern starben im KZ Theresienstadt, eine Schwester starb 1941, ein Bruder wurde „nach Osten deportiert“, wo er umkam, und ein weiterer Bruder starb bereits Anfang 1939 in Jastrow unter ungeklärten Umständen.
Der Malergehilfe Sally Epstein und Hans Ziegler wurden 1934 in einem zweiten Prozess im Zusammenhang mit dem Attentat 1930 auf den Nationalsozialisten Horst Wessel zum Tode verurteilt. Sie sollen Schmiere gestanden haben, als die Täter in Wessels Wohnung eindrangen.
Die Fürsprache der Generalstaatsanwaltschaft beim Berliner Kammergericht und beim Landgericht Berlin sowie der Schwurkammer an das Reichsministerium der Justiz, die sich in einer Petition für eine Umwandlung der Todesstrafe in eine lebenslängliche Zuchthausstrafe aussprachen, war vergeblich; ebenso ein Brief des Verteidigers im ersten Wesselprozess 1930, Alfred Apfel, an Hermann Göring. Am 23. März 1935 lehnte Adolf Hitler eine Begnadigung ab.
Epstein wurde am 10. April 1935 im Strafgefängnis Berlin-Plötzensee mittels Handbeil hingerichtet. Sein Grab befindet sich auf dem Jüdischen Friedhof Berlin-Weißensee. Auf Antrag von Daniel Siemens kassierte die Berliner Staatsanwaltschaft am 9. Februar 2009 die nationalsozialistischen Unrechtsurteile gegen Epstein und Ziegler.
Im August 2011 wurde vor seinem ehemaligen Wohnort in Berlin-Mitte, Max-Beer-Straße 45, ein Stolperstein verlegt (siehe Liste der Stolpersteine in Berlin-Mitte).